# Механізм гойдалки
У теоріях великого об'єднання фізики елементарних частинок і, зокрема, в теоріях мас нейтрино і нейтринних осциляцій, механізм гойдалки є загальною моделлю, яку використовують для розуміння відносних розмірів нейтрино, порядку 1 еВ, порівняно з кварками і зарядженими лептонами, які в мільйони разів важчі.
Існує кілька типів моделей, кожна з яких розширює Стандартну модель. Найпростіша версія типу 1 розширює Стандартну модель, припускаючи, що два або більше додаткових правих нейтринних поля інертні при електрослабких взаємодіях і що існує дуже великий масовий масштаб. Це дозволяє ототожнити масштаб маси з передбачуваним масштабом Великого об'єднання.

## Гойдалка типу 1
Ця модель виробляє легке нейтрино для кожного з трьох відомих ароматів нейтрино і відповідне дуже важке нейтрино для кожного аромату, спостереження якого ще попереду.
Простий математичний принцип, що лежить в основі механізму гойдалки, полягає в такій властивості будь-якої 2×2 матриці вигляду
{\displaystyle A={\begin{pmatrix}0&M\\M&B\end{pmatrix}}{\text{.}}}
Вона має два власні значення:
{\displaystyle \lambda _{\pm }={\frac {B\pm {\sqrt {B^{2}+4M^{2}}}}{2}}{\text{.}}}
Середнє геометричне для {\displaystyle \lambda _{+}} і {\displaystyle \lambda _{-}} дорівнює {\displaystyle |M|}, оскільки визначник {\displaystyle \lambda _{+}\lambda _{-}=-M^{2}}.
Таким чином, якщо одне зі власних значень зростає, інше спадає, і навпаки. З цієї причини механізм називають «гойдалкою».
При застосуванні цієї моделі до нейтрино B приймається значно більшим, ніж M. Тоді більше власне значення, {\displaystyle \lambda _{+}}, приблизно дорівнює B, а менше власне значення приблизно дорівнює
{\displaystyle \lambda _{-}\approx -{\frac {M^{2}}{B}}.}
Цей механізм пояснює, чому маси нейтрино такі малі. Матриця A є, по суті, матрицею мас для нейтрино. Майоранівська складова маси B порівнянна з масштабом ТВО і порушує лептонне число; тоді як діраківська складова маси M має порядок значно меншого електрослабкого масштабу VEV (див. нижче). Менше власне значення {\displaystyle \lambda _{-}} приводить до дуже малої маси нейтрино, порівнянної з 1 еВ, що якісно узгоджується з експериментами, які іноді розглядаються як допоміжне свідчення в рамках теорій Великого об'єднання.

## Обґрунтування
2×2 матриця A природним чином виникає в рамках Стандартної моделі при розгляді найзагальнішої матриці мас, що допускається калібрувальною інваріантністю дії Стандартної моделі, та відповідних зарядів лептонних та нейтринних полів.
Нехай спінор Вейля — нейтринна частина ізоспінового дублету лівого лептона (інша частина — лівий заряджений лептон),
{\displaystyle L={\begin{pmatrix}\chi \\\eta \end{pmatrix}}~,}
як він присутній у мінімальній Стандартній моделі без мас нейтрино, і нехай {\displaystyle \eta } — постульований спінор Вейля правого нейтрино, який є синглетом при слабкому ізоспіні (тобто, не взаємодіє слабко, наприклад, стерильне нейтрино).
Нині існує три способи формування Лоренц-коваріантних масових членів, що дають
{\displaystyle {\frac {1}{2}}\,B'\,\chi ^{\alpha }\chi _{\alpha }\,{\text{,}}\quad {\frac {1}{2}}\,B\,\eta ^{\alpha }\eta _{\alpha }\,{\text{,}}\quad {\text{або}}\quad M\,\eta ^{\alpha }\chi _{\alpha }\,{\text{,}}}
та їх комплексні спряження, які можна записати у вигляді квадратичної форми,
{\displaystyle {\frac {1}{2}}\,{\begin{pmatrix}\chi &\eta \end{pmatrix}}{\begin{pmatrix}B'&M\\M&B\end{pmatrix}}{\begin{pmatrix}\chi \\\eta \end{pmatrix}}.}
Оскільки правий нейтринний спінор незаряджений за всіх калібрувальних симетрій Стандартної моделі, B є вільним параметром, який може набувати будь-якого довільного значення.
Параметр M заборонений електрослабкою калібрувальною симетрією і може з'явитися лише після її спонтанного розпаду за механізмом Хіггса, подібно до діраківських мас заряджених лептонів. Зокрема, оскільки χ ∈ L має слабкий ізоспін ½ такий як поле Хіггса H, а {\displaystyle \eta } має слабкий ізоспін 0, масовий параметр M можна отримати зі взаємодії Юкави з полем Хіггса, звичайним способом Стандартної моделі,
{\displaystyle {\mathcal {L}}_{yuk}=y\,\eta L\epsilon H^{*}+...}
Це означає, що M природно порядку вакуумного очікуваного значення поля Хіггса Стандартної моделі,
{\displaystyle {\text{VEV }}v\approx 246{\text{ GeV}},\qquad \qquad |\langle H\rangle |=v/{\sqrt {2}}}
{\displaystyle M_{t}=O(v/{\sqrt {2}})\approx 174{\text{ GeV}}~,}
якщо безрозмірнісний зв'язок Юкави має порядок y ≈ 1. Його можна вибрати послідовно менше, але екстремальні значення y ≫ 1 можуть зробити модель непертурбативною.
Параметр B, з іншого боку, заборонений, тому що ніякі перенормовувані синглети за слабкого гіперзаряду й ізоспіну не можна сформовати з використанням цих дублетних компонентів — допускається тільки ненормалізований член розмірності 5. Це походження структури та ієрархії масштабів матриці мас A всередині механізму гойдалки «типу 1».
Великий розмір B можна мотивувати в контексті Великого об'єднання. У таких моделях можуть бути збільшені калібрувальні симетрії, які спочатку форсують B = 0 в неперервній фазі, але генерують велике значення B ≈ MGUT ≈ 1015 ГеВ, що не зникає, навколо масштабу їхнього спонтанного порушення симетрії, тому, враховуючи M ≈ 100 ГеВ, треба {\displaystyle \lambda _{-}} ≈ 0.01 еВ. Таким чином, величезний масштаб призвів до дуже маленької маси нейтрино для власного вектора ν ≈ χ − (M/B) η.